# Ministère de la Sécurité d'État (Transnistrie)
Le ministère de la Sécurité d'État (roumain : Ministerul Securității Statului, russe : Министерство государственной безопасности, ukrainien : Міністерство державної безпеки) est le service de sécurité de l'État de Transnistrie.

## Histoire
Le ministère, ayant son siège à Tiraspol, est formé le 16 mai 1992 et dirigé par Vladimir Antioufeïev jusqu'en 2012, jusqu'à son remplacement par Vladislav Finagine (en). Jusqu'au 11 janvier 2017, il est connu sous le nom de comité de la sécurité de l'État de la RMD, du nom de l'ancien KGB soviétique.
Le siège du ministère est attaqué en 2022 alors que se déroule l'invasion russe de l'Ukraine. Cela fait partie d'une série d'attaques qui se sont produites en Transnistrie durant cette période. Le ou les auteurs sont inconnus, mais il est possible qu'il s'agisse d'un incident sous fausse bannière orchestré par la Russie ou la Transnistrie,.

## Structure
- Agences de sécurité territoriale
- Forces de sécurité des forces armées de Transnistrie
- Organismes de service au sein du ministère
- Unités de soutien
- Bataillon indépendant d'opérations spéciales « Delta »
- Détachement frontalier
  - Régiment frontalier cosaque de réserve séparé
- Centre d'opérations spéciales

### Détachement frontalier
Le détachement frontalier du MGB est chargé de patrouiller le long des frontières régionales avec la Moldavie et l'Ukraine. Le 14 novembre 1992, d'anciens combattants du détachement de sauvetage territorial sont chargés de protéger les frontières de la république, aux côtés des cosaques de la mer Noire. Le 1er mars 1993, dans la structure du ministère de la Sécurité d'État, un régiment de cosaques de réserve est créé. Le détachement frontalier est formé en septembre 1993 à partir des cosaques de la mer Noire. Le 14 septembre 1993, les garde-frontières reçoivent une bannière de combat. Aujourd'hui, il existe deux bureaux du commandant frontalier cosaque, des unités dont plus de 75% du personnel sont des cosaques.
L'avant-poste frontalier de Bender porte le nom du colonel cosaque Driglov, décédé en défendant le pendant la guerre de Transnistrie. La Journée des gardes-frontières est célébrée le 14 septembre.

### Bataillon indépendant d'opérations spéciales «Delta»
L'ordre d'honneur du bataillon indépendant des opérations spéciales « Delta » du ministère de la Sécurité d'État est un bataillon spécial formé le 31 mars 1992 par décret présidentiel d'Igor Smirnov, au plus fort de la guerre de Transnistrie. Il est actuellement subordonné directement au MGB, et est enrôlé dans la réserve du commandant en chef des forces armées, il effectue actuellement des tâches de protection de la frontière nationale et de lutte contre le terrorisme,.
Fin juin de cette année-là, le bataillon Delta prend part à la bataille de Bender, chassant les forces de l'armée nationale moldave du pont sur le fleuve Dniestr. Le 4 avril 1997, le bataillon Delta reçoit l'Ordre d'honneur des mains du président Evgueni Chevtchouk. En 2012, le bataillon « Delta » est réorganisé en centre d'opérations spéciales « Est » du KGB.

## Dirigeants
- Vladimir Antioufeïev : septembre 1992 – décembre 2011
- Vladislav Finagine (en) : 24 janvier 2012 – 17 mai 2013
- Nikolaï Zemstov : 22 octobre 2013 – 21 mai 2014
- Mikhaïl Lapitsky : 21 mai 2014 – 1er juin 2017
- Valeriy Gebos : 1er juin 2017 – présent